# Salamis definita
Salamis definita är en fjärilsart som beskrevs av Butler 1879. Salamis definita ingår i släktet Salamis och familjen praktfjärilar. Inga underarter finns listade i Catalogue of Life.